# Batman v Superman: Świt sprawiedliwości (ścieżka dźwiękowa)
Batman v Superman: Dawn of Justice (Original Motion Picture Soundtrack) – ścieżka dźwiękowa do filmu Batman v Superman: Świt sprawiedliwości skomponowana przez Hansa Zimmera i Junkie XL. Została wydana 18 marca 2016 przez WaterTower Music. Edycja Deluxe albumu zawiera dodatkowe 5 utworów: "Blood of My Blood", "Vigilante", "May I Help You, Mr. Wayne?", "They Were Hunters" oraz "Fight Night".

## Lista utworów

### Standard Edition
| Dysk 1 | Dysk 1                                  | Dysk 1  |
| Nr     | Tytuł utworu                            | Długość |
| ------ | --------------------------------------- | ------- |
| 1.     | „Beautiful Lie”                         | 3:47    |
| 2.     | „Their War Here”                        | 4:36    |
| 3.     | „The Red Capes Are Coming”              | 3:31    |
| 4.     | „Day of the Dead”                       | 4:02    |
| 5.     | „Must There Be a Superman?”             | 4:03    |
| 6.     | „New Rules”                             | 4:03    |
| 7.     | „Do You Bleed?”                         | 4:36    |
| 8.     | „Problems Up Here”                      | 4:25    |
| 9.     | „Black and Blue”                        | 8:33    |
| 10.    | „Tuesday”                               | 4:00    |
| 11.    | „Is She With You?”                      | 5:46    |
| 12.    | „This Is My World”                      | 6:25    |
| 13.    | „Men Are Still Good (The Batman Suite)” | 14:08   |
|        |                                         | 1:11:55 |

### Deluxe Edition
| Dysk 1 | Dysk 1                                  | Dysk 1  |
| Nr     | Tytuł utworu                            | Długość |
| ------ | --------------------------------------- | ------- |
| 1.     | „Beautiful Lie”                         | 3:47    |
| 2.     | „Their War Here”                        | 4:36    |
| 3.     | „The Red Capes Are Coming”              | 3:31    |
| 4.     | „Day of the Dead”                       | 4:02    |
| 5.     | „Must There Be a Superman?”             | 4:03    |
| 6.     | „New Rules”                             | 4:03    |
| 7.     | „Do You Bleed?”                         | 4:36    |
| 8.     | „Problems Up Here”                      | 4:25    |
| 9.     | „Black and Blue”                        | 8:33    |
| 10.    | „Tuesday”                               | 4:00    |
| 11.    | „Is She With You?”                      | 5:46    |
| 12.    | „This Is My World”                      | 6:25    |
| 13.    | „Men Are Still Good (The Batman Suite)” | 14:08   |
|        |                                         | 1:11:55 |

| Dysk 2 | Dysk 2                       | Dysk 2  |
| Nr     | Tytuł utworu                 | Długość |
| ------ | ---------------------------- | ------- |
| 1.     | „Blood of My Blood”          | 4:30    |
| 2.     | „Vigilante”                  | 4:00    |
| 3.     | „May I Help You, Mr. Wayne?” | 3:33    |
| 4.     | „They Were Hunters”          | 2:50    |
| 5.     | „Fight Night”                | 4:20    |
|        |                              | 19:13   |